# Ministério de João Batista

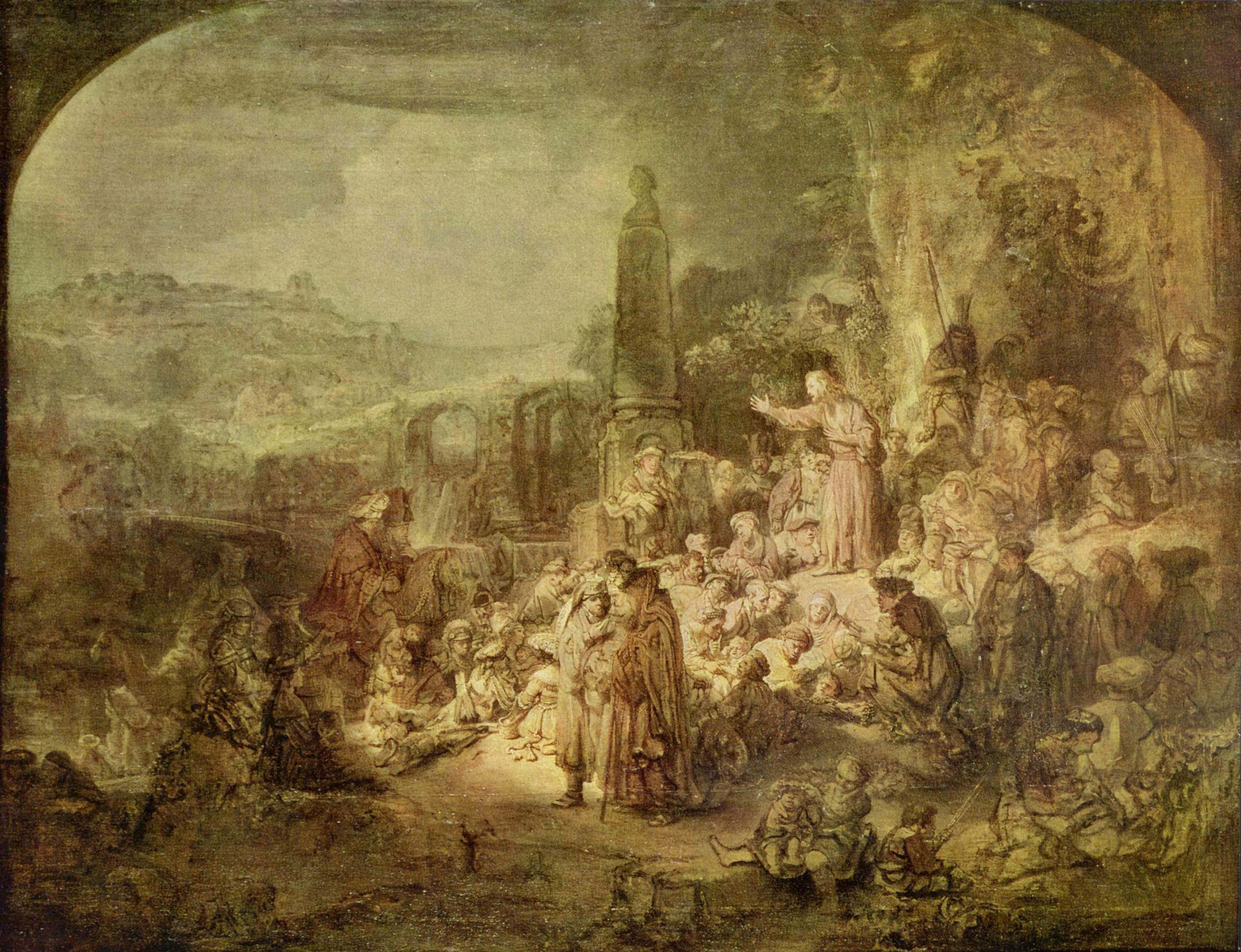
João Batista pregando.
1634. Por Rembrandt, atualmente no Staatliche Museen zu Berlin, na Alemanha.

O ministério de João Batista é período da vida do profeta e pregador João Batista, que era primo de Jesus e foi quem o batizou.

## Ministério
Os quatro evangelhos canônicos relatam a pregação de João e o batismo de Jesus no Rio Jordão. Além disso, João é o primeiro que reconhece Jesus como o messias e o batiza, marcando também o início do ministério de Jesus. Os evangelhos de Marcos, Mateus e - principalmente - o de Lucas relatam que Jesus veio da Galileia até João, que estava na Judeia, e foi batizado por ele, quando o Espírito Santo desceu sobre ele e uma voz divina afirmou que ele era o Filho de Deus. O Evangelho de João não relata o batismo, mas traz o evento de quando João Batista reconhece apresenta Jesus para seus discípulos como sendo o "Cordeiro de Deus" (em João 1:29–36).
Considerado pelos cristãos como sendo sem pecado, Jesus ainda assim recebe o batismo de João, que servia para redenção dos pecados (Marcos 1:4). Este tema é tratado no Evangelho de Mateus, que relata que João teria se recusado a batizar Jesus dizendo «Eu é que preciso ser batizado por ti, e tu vens a mim?» (Mateus 3:13) Porém, Jesus o convence a batizá-lo mesmo assim.
O Evangelho de João relata que os discípulos de Jesus estavam batizando e um debate se iniciou entre os discípulos de João e um judeu sobre a purificação. Nele, João argumentou que Jesus precisava "crescer" e ele, "diminuir" (João 3:30). Este mesmo evangelho então esclarece que os discípulos de Jesus estavam batizando mais pessoas que João (em João 4:2). Posteriormente, o evangelho relata o que Jesus pensava de João, «Ele era a lâmpada que ardia e brilhava, e vós quisestes alegrar-vos por algum tempo com a sua luz.» (João 5:35)
Os Atos dos Apóstolos retratam os discípulos de João como eventualmente se fundindo com os seguidores de Jesus (Atos 18:24 até Atos 19:6), uma conclusão que não aparece nos evangelhos - com exceção do caso de André, o irmão de Simão Pedro, um dos primeiros discípulos de Jesus.
Porém, alguns acadêmicos (como Harold W. Attridge) defendem que o status de João como "precursor consciente e deliberado de Jesus" é provavelmente uma invenção dos primeiros cristãos, argumentando que "para a Igreja antiga seria embaraçoso dizer que Jesus, que era para eles superior a João Batista, tinha sido batizado por ele".